# Olga Reschetkowa
Olga Wiktorowna Reschetkowa (russisch Ольга Викторовна Решеткова; * 29. Januar 1982 in Bischkek, Kirgisische SSR) ist eine ehemalige kirgisische Skilangläuferin.

## Werdegang
Reschetkowa nahm von 2002 bis 2011 an Wettbewerben der Fédération Internationale de Ski teil. Ihre beste Platzierung bei den nordischen Skiweltmeisterschaften 2003 im Val di Fiemme war der 43. Rang im 15-km-Massenstartrennen. Bei den nordischen Skiweltmeisterschaften 2007 in Sapporo belegte sie den 64. Rang über 10 km Freistil und den 44. Platz im 30-km-Massenstartrennen. Ihre besten Resultate bei den nordischen Skiweltmeisterschaften 2009 in Liberec waren der 55. Platz im 30-km-Massenstartrennen und den 15. Rang im Teamsprint. Bei den Olympischen Winterspielen 2010 in Vancouver erreichte sie den 54. Platz im Sprint. Bei den nordischen Skiweltmeisterschaften 2011 in Oslo errang sie den 86. Platz im Sprint und den 72. Platz über 10 km klassisch.